# Troickoje (rejon liwieński)
Troickoje (ros. Троицкое) – wieś (sieło) w Rosji, w obwodzie orłowskim, w rejonie liwieńskim. W 2010 liczyła 597 mieszkańców.